# Ugorjeva mati
Ugorjeva mati (znanstveno ime Gaidropsarus mediterraneus) je kriptobentoška vrsta rib, ki se pojavlja tudi v vodah slovenskega morja. 
Gre za manjšo ribo podolgovate oblike in marmoriranega rjavega telesa, ki lahko zraste do 25 cm v dolžino. Okoli ust ima tri izrastke, ki spominjajo na brado. Druga hrbtna plavut in analna plavut se raztezata vse do repne plavuti. 
Ugorjeva mati se hrani z morskimi črvi in raki. Razširjena je v vodah Rokavskega preliva, ob atlatski obali Evrope in po vseh morjih Sredozemlja.